# G3: Live in Concert
G3: Live in Concert è il primo album dal vivo del progetto G3 guidato da Satriani, pubblicato nel 1997. Nel 2005 è stato pubblicato anche in DVD.
La formazione comprende Joe Satriani, Steve Vai ed Eric Johnson.

## Tracce

### Joe Satriani
1. Cool #9 - 6'47"
2. Flying in a Blue Dream - 5'59"
3. Summer Song - 6'28"

### Eric Johnson
1. Zap - 6'07"
2. Manhattan - 5'16"
3. Camel's Night Out[1]- 5'57"

### Steve Vai
1. Answers - 6'58"
2. For the Love of God - 7'47"
3. Attitude Song - 5'14"

### The G3 Jam: Joe Satriani, Eric Johnson, Steve Vai
1. Going Down - 5'47" (cover di Jeff Beck)
2. My Guitar Wants to Kill Your Mama - 5'21" (cover di Frank Zappa)
3. Red House - 9'12" (cover di Jimi Hendrix)

## Formazione

### Joe Satriani
- Joe Satriani - chitarra, voce
- Stuart Hamm - basso
- Jeff Campitelli - batteria

### Eric Johnson
- Eric Johnson - chitarra, voce
- Stephen Barber - tastiere
- Roscoe Beck - basso
- Brannen Temple - batteria

### Steve Vai
- Steve Vai - chitarra, voce
- Mike Keneally - chitarra ritmica, sitar, tastiere
- Philip Bynoe - basso, percussioni
- Mike Mangini - batteria, percussioni